# Jaime Sánchez Cristo
Jaime Sánchez Cristo (Bogotá, 10 de diciembre de 1960) es un periodista, locutor, productor de televisión y presentador colombiano.

## Biografía
Es hijo del empresario de televisión Julio Sánchez Vanegas, periodista, presentador de televisión y locutor de radio. Inició en el mundo de la radio en la década de 1970 al lado de su padre en Emisoras El Dorado y más adelante ofició como periodista y disc-jockey de Caracol Estéreo y en labores administrativas en la empresa Producciones JES, creada por su padre. En la década de 1980 se convirtió en uno de los presentadores del exitoso programa de variedades Panorama, presentado por la Cadena Uno. A partir de entonces empezó a oficiar como presentador de certámenes de belleza y como productor de televisión fundó Vista Productions Inc. en destacadas series como El laberinto de Alicia, Secretos del paraíso, A corazón abierto y ¿Dónde está Elisa?
Desde el 31 de agosto de 2009 se ha desempeñado como director y presentador de Los Originales, programa radial transmitido por La FM.

## Filmografía destacada

### Como productor
- 2010 - A corazón abierto
- 2012 - ¿Dónde está Elisa?
- 2013 - Secretos del paraíso
- 2016 - El laberinto de Alicia